# ルイ・マルテスト
ルイ・マルテスト（Louis Malteste 、本名:ジュール・マルテスト、Jules Malteste、1862年9月14日 - 1928年1月25日）は、フランスの作家、イラストレータである。

## 略歴
ウール＝エ＝ロワール県のシャルトルで生まれた。弟にアンリ・マルテスト(Henri Malteste:1870-1920)がいて「マラテスタ(Malatesta)」というペンネームでイラストレーターとして活動した。兄弟は1890年代に風刺新聞「イリュストラシオン」のイラストレーターとして働き、ルイは多くの裁判の法廷スケッチを描いた。1880年代には出版社、Maison Quantinのために子供向けの絵を描いていたとされる。
彫刻家のポンカルム(Hubert Ponscarme)の生徒であったとされ、1889年と1890年のフランス芸術家協会の展覧会に出展した。1897年には商業主義的な展覧会、サロン・デ・サン(Salon des Cent)に出展し、国民美術協会の展覧会にも出展した。ガッシュや水彩画を出展したとされる。オーギュスト・ロダンの彫刻のモデルも務めた。
「 La Caricature」、「ラシエット・オ・ブール」、雑誌「シャ・ノワール」、「Je sais tout」、「 Lectures pour tous」、「 Qui lit rit」、「 le Frou-frou」、「Sans-gêne」といった雑誌の挿絵を描き、美術評論や文学評論も寄稿した。 
初期の映画などのポスターの制作をし、絵葉書や、小説作品の挿絵も描き、「Jacques d'Icy」のペンネームでサド・マゾ小説も書いた。

## 作品

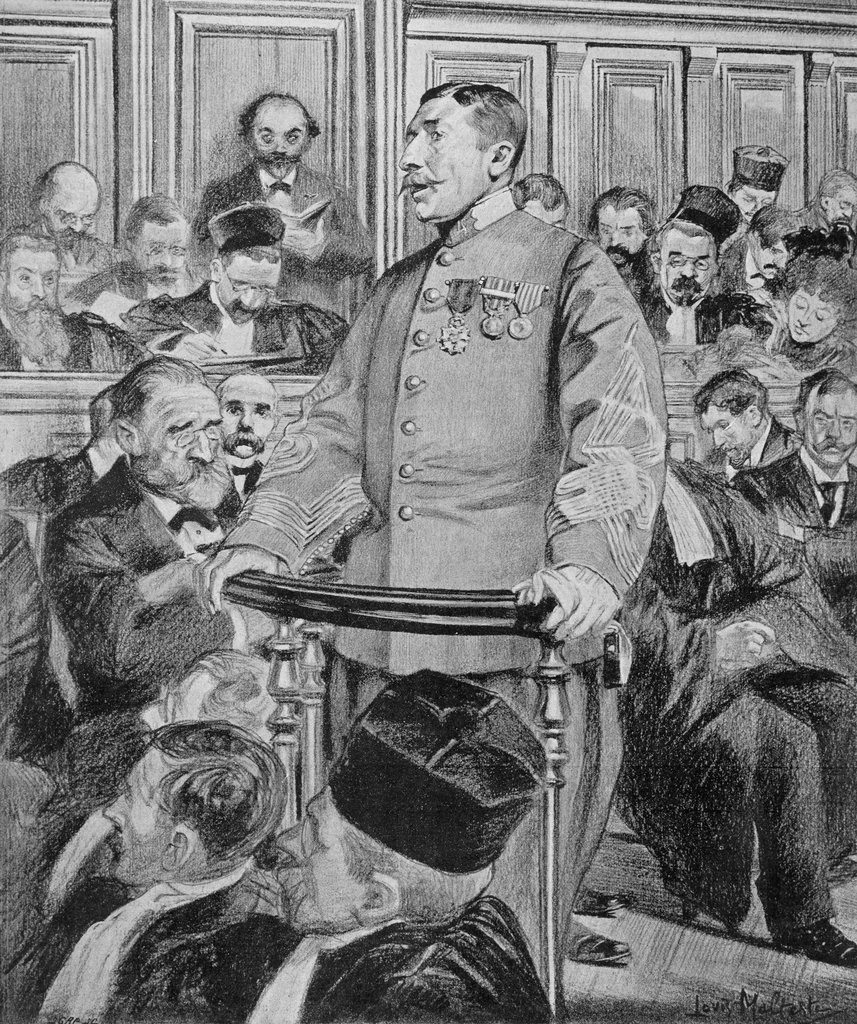
新聞挿絵、証言するピカール大佐 (1898)
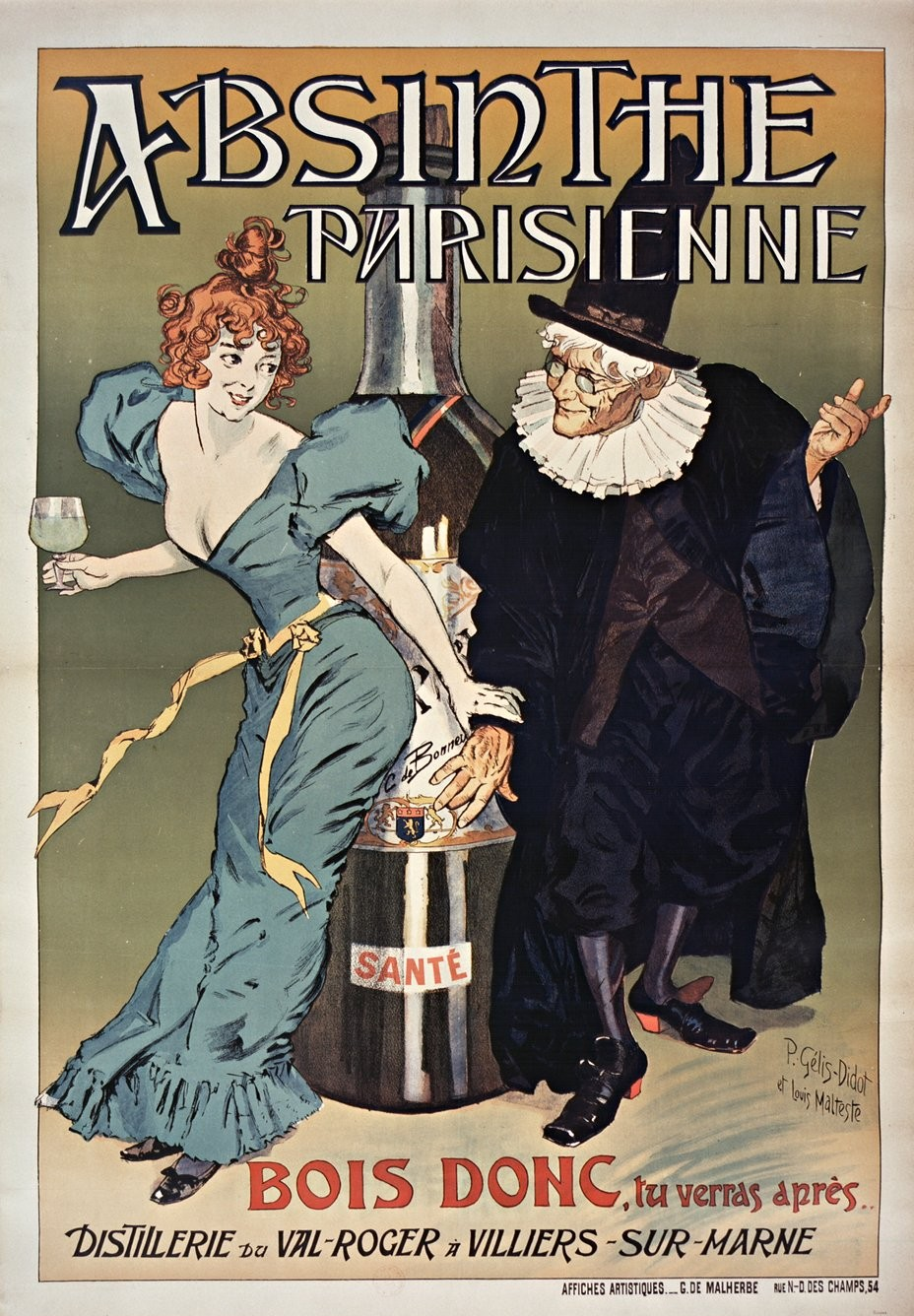
雑誌表紙絵
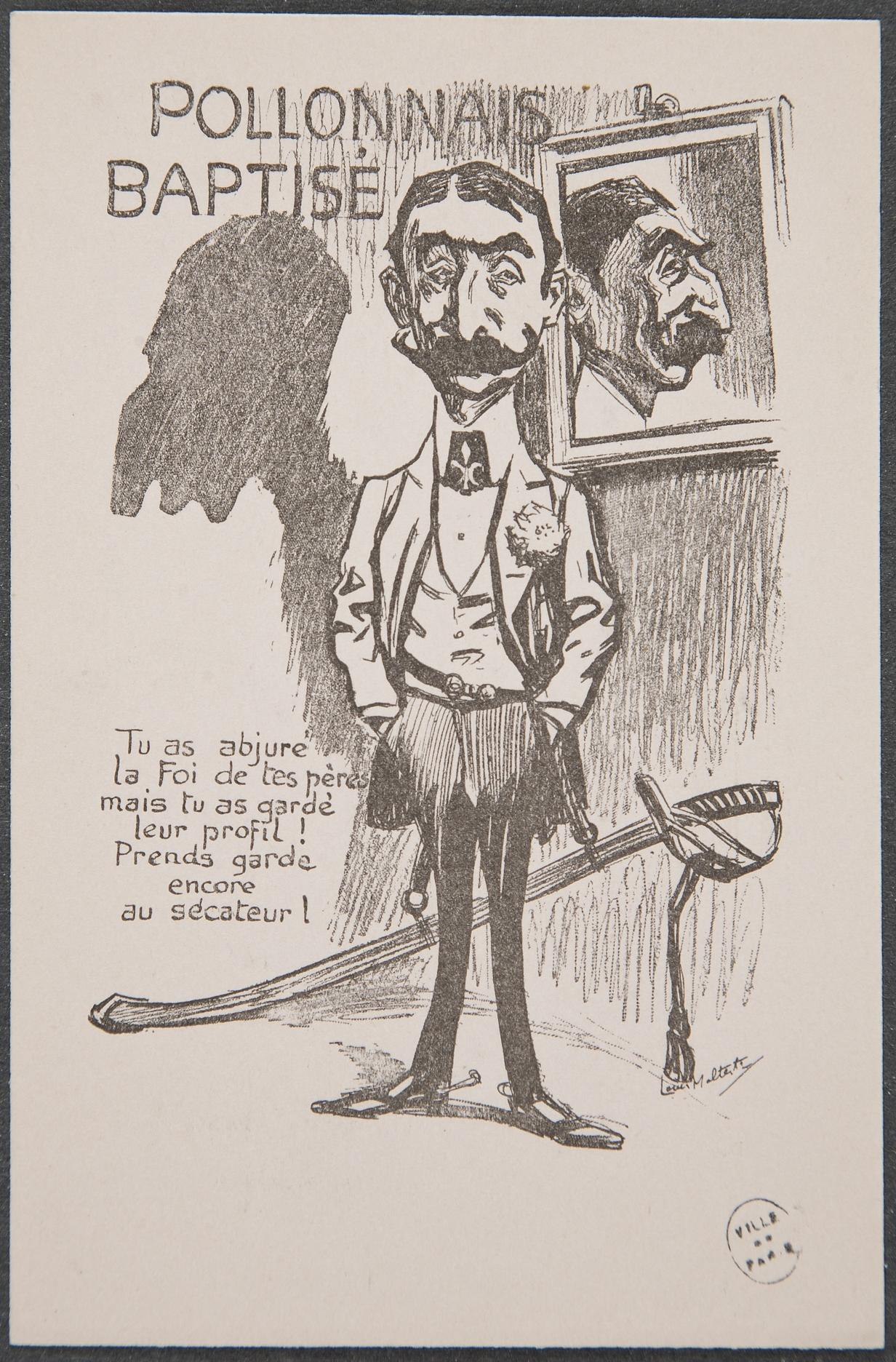
反ユダヤ主義のカリカチュア
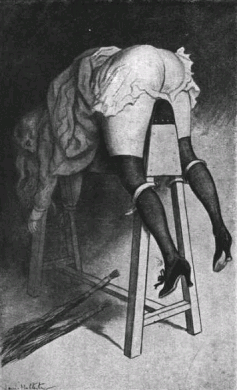
サド小説挿絵